# Anonychomyrma sellata
Anonychomyrma sellata är en myrart som först beskrevs av Hermann Stitz 1911.  Anonychomyrma sellata ingår i släktet Anonychomyrma och familjen myror. Inga underarter finns listade i Catalogue of Life.